# Чемпионат России по греко-римской борьбе 2015
Чемпионат России по греко-римской борьбе 2015 года прошёл в Санкт-Петербурге 10-11 марта.

## Медалисты
| Категория | Золото                             | Серебро                               | Бронза                                                                    |
| --------- | ---------------------------------- | ------------------------------------- | ------------------------------------------------------------------------- |
| до 59 кг  | Ибрагим Лабазанов Санкт-Петербург  | Степан Марянян Москва                 | Мингиян Семёнов Красноярский край Жамболат Локьяев Мордовия               |
| до 66 кг  | Адам Курак Красноярский край       | Абуязид Манцигов Владимирская область | Азамат Ахмедов ЯНАО Аслан Абдуллин Москва                                 |
| до 71 кг  | Юрий Денисов Санкт-Петербург       | Денис Муртазин Мордовия               | Валерий Гусаров Новосибирская область Ираклий Каландия Ростовская область |
| до 75 кг  | Чингиз Лабазанов Санкт-Петербург   | Александр Чехиркин Ростовская область | Ильяс Магомадов Москва Билан Нальгиев Москва                              |
| до 80 кг  | Евгений Салеев Мордовия            | Рамазан Абачараев Ростовская область  | Роман Юсипов Москва Имиль Шарафетдинов Москва                             |
| до 85 кг  | Давид Чакветадзе Москва            | Алексей Мишин Мордовия                | Азамат Бикбаев Башкортостан Бекхан Оздоев Тверская область                |
| до 98 кг  | Ислам Магомедов Ростовская область | Константин Ефимов ХМАО                | Максим Сафарян Санкт-Петербург Рустам Тотров Тюменская область            |
| до 130 кг | Билял Махов Дагестан               | Василий Паршин Мордовия               | Виталий Щур Кемеровская область Курбан Нажмудинов Москва                  |